# Hamamatsu Photonics

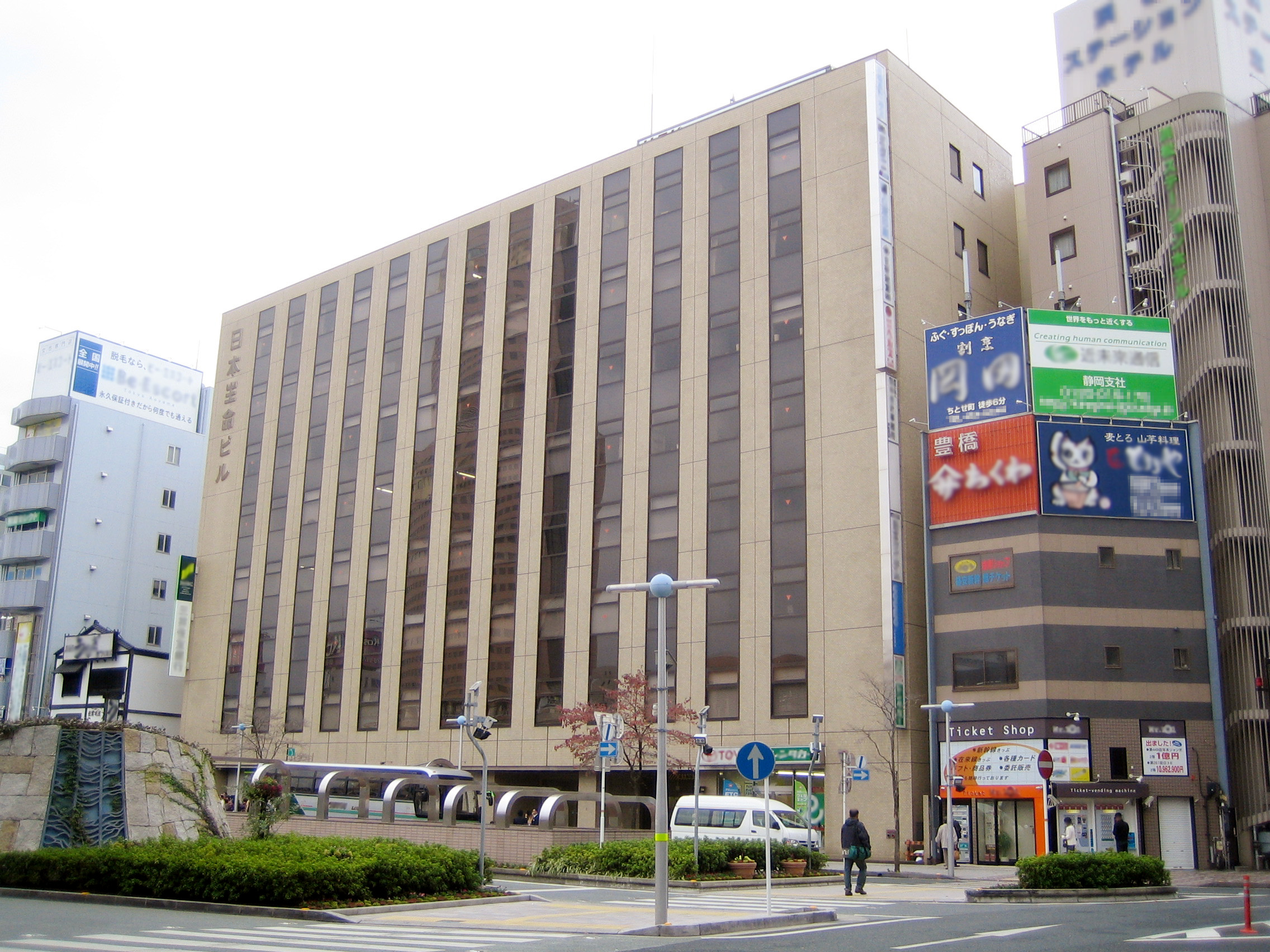
Sede da Hamamatsu Photonics

Hamamatsu Photonics K.K. (浜松ホトニクス 株式会社, Hamamatsu Hotonikusu Kabushiki) é um fabricante japonês de sensores ópticos (incluindo tubos fotomultiplicadores), fontes de luz elétrica e outros dispositivos ópticos e os seus instrumentos aplicados. A empresa foi fundada em 1953, possuíndo várias filiais no mundo.